# 張夢拓
張夢拓，福建福清人，清朝政治人物，進士出身。
康熙五十三年（1714年），福建鄉試中舉。康熙五十七（1718年）中戊戌科二甲第三十三名進士。善於書法。